# Pittsburg, Kalifornien
Pittsburg är en stad (city) i Contra Costa County, i delstaten Kalifornien, USA. Enligt United States Census Bureau har staden en folkmängd på 64 294 invånare (2011) och en landarea på 44,6 km².